# 2045 Пекін
2045 Пекін (2045 Peking) — астероїд головного поясу, відкритий 8 жовтня 1964 року.
Тіссеранів параметр щодо Юпітера — 3,527.
Назву взято від назви столиці Китайської Народної Республіки — Пекіну